# Brotherboy
Brotherboy ou brothaboy est une identité de genre transmasculine propre à certaines personnes aborigènes d'Australie. Tous les hommes trans autochtones de la région ne s'identifient pas comme des brothaboys, mais cette identité est devenue de plus en plus visible et populaire au XXIe siècle. Une communauté de soutien mutuel s’est formée, principalement grâce aux réseaux sociaux.
En juillet 2014, Kai et Dean, deux brotherboys wulli wulli (en) et wiradjuri de 18 et 50 ans respectivement, publient une vidéo où ils parlent de leurs vies et de leurs transitions de genre. La vidéo est montrée lors de la 20e conférence sur le sida de Melbourne et est partagée par le média australien Crickey puis le site américain Trans Guys. Dans la vidéo, Kai explique qu’il est important pour lui de pouvoir vivre son identité masculine au sein de sa culture aborigène, sans devoir opposer les deux. Pendant sa transition, Kai a tenu une chaîne Youtube où il parlait de son expérience de la testostérone. Dean et Kai se sont rencontrés sur le groupe facebook Brotherboys and Sistergirls et soulignent que cela a été un espace très important pour leur bien-être et leur santé mentale.
Dans l’épisode 10 de la saison 22 de Living Black (en) Dean explique que voir Tony Briffa, une personnalité intersexe, à la télé pendant son adolescence l’a rassuré sur ses questionnements sur sa sexualité et son genre. Starlady, une militante sistergirl, précise que c’est seulement dans les années 2010 que des brotherboys ont commencé à porter leur cause publiquement, en s’inscrivant dans la trace de l’activisme sistergirl plus ancien.
Taz produit un film sur son parcours, expliquant qu’il a grandi dans une famille d’adoption qui l’a rejeté après son coming-out en tant que lesbienne. Il a rencontré sa mère biologique en 2013 mais elle est morte quelques mois plus tard. 